# Бандино-Село
45°13′ пн. ш. 15°34′ сх. д. / 45.21° пн. ш. 15.57° сх. д.
Бандино-Село (хорв. Bandino Selo) — населений пункт у Хорватії, у Карловацькій жупанії у складі міста Слунь.

## Населення
Населення за даними перепису 2011 року становило 6 осіб.
Динаміка чисельності населення поселення: